# أبو شنيب
أبوشنيب (أبوشنيب قرية كبيرة نسبيًا أو بلدة صغيرة تقع في المنطقة الشمالية لمحافظة الجزيرة، حوالي 90كم جنوب الخرطوم عاصمة السودان، و 100كم شمال غرب ود مدني عاصمة محافظة الجزيرة.
تقع القرية على الجانب الجنوبي من قناة مائية رئيسية (تسمى «الكنار» ومن المحتمل أن تكون كلمة «قناة» محورة) والتي تتدفق من مصدر الري الرئيسي لنهر النيل بمدينه أبو عشر. وتهدف القناة لري قطع الأراضي المزروعة المحيطة التابعة لمشروع الجزيرة.
تسمى القرية أيضًا بـ «حلة الشيخ الطيب» نسبة إلى الشخصية الدينية: الشيخ الطيب ود الحاج الصديق ود بدر، أو ((ود السايح)). الذي اشتهر في السودان وبعض الدول الإسلامية ليس فقط لدوره الريادي في نشر تعاليم الإسلام في المنطقة، ولكن أيضًا لبناء أكثر من 130 مسجدًا ومعهدًا دينيًا في مختلف مناطق السودان. على الرغم من أنه ينحدر في الأصل من البدر، الذي استقر في وقت سابق في أمضوابان وفي الأمراء، فقد اختار أن يدفن في أبوشنيب. يزور قبره بانتظام الآلاف من أتباعه من جميع أنحاء السودان في عيد الفطر وعيد الأضحى، وكذلك في مناسبات النعي السنوية.

## ارتباطات القرية
من نواحٍ كثيرة، ترتبط القرية ارتباطًا وثيقًا بالقرى المحيطة بها وتتأثر بشدة بها مثل المحيريبة في الجنوب، حيث يوجد المركز الإداري الرئيسي والسوق الرئيسي، وسليم في الغرب - الأكبر عددًا من السكان، وأكبر ثلاثة قرى: قرية الدبيبة الكبرى وأم الشديرة والعقيدة في الجهة الشمالية.
تمتد العلاقة بالفعل لتشمل قرى إقليمية أخرى مثل الشيكيرات والوالي ومناغزة وطوريس وأمبوشة ود البصير والفوار وأم الحمد وغيرها من قرى الحلاوين

## السكان والحياة الاجتماعية
يتراوح عدد سكان أبو شنيب تقريبًا إلى 3000 يمثلون ثلاث أو أربع قبائل رئيسية؛ الرفاعيين والدباسيين والكواهلة والجعافرة، واسم الجعافرة مرتبط بالراحل جعفر جدهم وليس باسم عشائري. على الرغم من أن كل قبيلة تحتل مساحة معينة في القرية، إلا أنها لا تزال تعيش حياة اجتماعية متناغمة، حيث تختلط هذه القبائل مع بعضها البعض مع حدوث تصاهر يحدث بين الحين والآخر بين القبائل المختلفة.

## النشاط الاقتصادي
لكونها تقع في وسط ثلاث تفاتيش تابعة لمشروع الجزيرة، فإن معظم سكان أبو شنيب مزارعون، ولكل مزارع قطعة أرض مروية معينة (حواشة) تتراوح مساحتها من 2 إلى 4 أفدنة في المتوسط، إما في مكتب توريس أو ريونة أو عباس. ومع ذلك، وبسبب الانخفاض الأخير في عائدات المشروع، كما هو الحال في قرى الجزيرة الأخرى، يميل معظم السكان الأصليين إلى الاعتماد على الدعم المالي من المغتربين، تشمل الأنشطة الاقتصادية الأخرى التجارة العامة أو امتلاك شاحنات نقل وتشغيلها بين المدن الرئيسية في الدولة بما في ذلك بورتسودان.
تشتهر أبو شنيب بشاحناتها الثقيلة وخدماتها منذ الأربعينيات. كما أن القرية غنية بالثروة الحيوانية، على الرغم من انخفاض عددها بشكل كبير في العقود الماضية بسبب النقص في حجم وكمية المراعي والمراعي على التوالي.

## الخدمات الاساسية
تضم القرية أكثر من أربع رياض أطفال، ومدرستين ابتدائيتين منفصلتين ومدرستين ثانويتين منفصلتين للبنين والبنات. يوجد مسجدان كبيران واثنان أصغر.

## الاسواق
تمامًا مثل طبيعة سكان الجزيرة، يعتمد أهالي القرية على زيارة الأسواق الأسبوعية المنتظمة في المنطقة المحيطة لتوفير احتياجاتهم اليومية، مثل «سوق» المحيريبة يومي الأحد والأربعاء، وأبوعشر يومي السبت والثلاثاء، وأب قوتة يومي الاثنين والخميس.يمتد نشاط التسوق والدواء إلى ((الحصاحيصا))، ود مدني، والخرطوم حسب أهمية العنصر المطلوب والحصول على العلاج.

## النشاطات الاجتماعية
يتمتع السكان أيضًا بنشاطهم الرياضي، مع إتقان كرة القدم هناك أكثر من ثلاثة فرق محلية مختصة لكرة القدم لكن على مستوى المنطقة لا تزال المنافسة قوية للغاية بين فرق المحيريبة وسليم وأبو شنيب حيث يتبادلون ثلاثتهم الفوز بكأس البطولة الإقليمية في كل مناسبة رغم المنافسة القوية من قبل فرق القرى الأخرى.
والشيء الآخر الجدير بالذكر أن أبو شنيب تقع في موقع مركزي يربط بين العديد من القرى ويمتد عبر «طريق الكنار» الذي يكثر استخدامه خلال موسم الأمطار للانضمام إلى طريق الخرطوم - ود مدني - السريع في أبو عشر.
نظرًا لحجم المرور، فإن هذا الطريق القصير المؤدي إلى أبوعشر يحتاج إلى تعبيد لأنه يخدم العديد من القرى ومجتمع كبير يصل إلى بلدة أبوقوتة المهمة في الاتجاه الجنوبي. وفي كثير من الحالات تُزهق الأرواح في الطريق إلى مستشفى أبو عشر وهي تحمل امرأة مريضة أو مولودة بسبب المرض السيء أو الموحل، لا سيما خلال موسم الأمطار.

## روابط خارجية
الفنان محمد النصري يتغني لابوشنيب
مجموعة صور من قرية ابوشنيب
اخبار عن اشتباكات في قريه ابوشنيب